# لين هنت
لين هنت (بالإنجليزية: Lynn Hunt)‏ هي مؤرخة أمريكية، ولدت في 16 نوفمبر 1945 في بنما في بنما.